# Truth Seekers
Truth Seekers est une série télévisée de comédie horrifique britannique créée par Nick Frost, Simon Pegg, James Serafinowicz et Nat Saunders et mise en ligne le 30 octobre 2020 sur Amazon Prime Video.
La série n'a pas été renouvelée pour une deuxième saison,.

## Synopsis
Truth Seekers est une comédie qui suit une bande d'enquêteurs paranormaux à temps partiel qui filment les fantômes observés aux quatre coins du Royaume-Uni, visitant asiles de fous désaffectés et bunkers secrets de la Seconde Guerre mondiale. Au gré de leurs expériences surnaturelles, ils tombent sur une conspiration terrifiante aux conséquences mortelles.

## Distribution

### Acteurs principaux
- Nick Frost (VFB : Michel Hinderyckx) : Gus Roberts[3]
- Emma D'Arcy (VFB : Claire Tefnin) : Astrid
- Samson Kayo (en) (VFB : Nicolas Matthys) : Elton John[4]
- Malcolm McDowell (VFB : Philippe Résimont) : Richard[5]
- Simon Pegg (VFB : Philippe Allard) : Dave[3]
- Susie Wokoma (VFB : Valérie Lemaître) : Helen[5]
- Julian Barratt (VFB : David Manet) : Dr Peter Toynbee
- Rosalie Craig (en) : Emily Roberts[6]
- Taj Atwal (en) (VFB : Jennifer Baré) : Elara

### Invités
- Kelly Macdonald (VFB : Maia Baran) : JoJo 74 (épisodes 5 et 8)

## Liste des épisodes
1. The Haunting Of Connelly's Nook
2. The Watcher on the Water
3. The Girl with All the Ghosts
4. The Incident at CovColCosCon
5. The Ghost of the Beast of Bodmin
6. The Revenge of the Chichester Widow
7. The Hinckley Boy
8. The Shadow of the Moon